# Johan Pikbroek
Johan Pikbroek, ook bekend als Matje Madeira, is een oorspronkelijk Franstalige stripreeks, met als originele Franse naam Jehan Pistolet. De strip werd gemaakt door scenarist René Goscinny en tekenaar Albert Uderzo, die bekend zijn van Asterix. Het eerste verhaal verscheen in 1952 in La Libre Belgique. In Nederland verscheen de strip in 1961 onder de naam Pit Pistool in Fix en Foxi en later van 1966 t/m 1968 in Pep onder de naam Matje Madeira. Vooral door de publicatie in Pep verwierf de strip veel bekendheid om later nog eens uitgegeven te worden door Les Éditions Albert René.

## Verhaal
Het verhaal gaat over een jonge hulp in een herberg die ervan droomt piraat te worden. Na enige moeite weet hij een bemanning op de been te brengen, om er daarna allemaal avonturen mee te beleven.  

## Verschenen albums
1. Johan Pikbroek en de Mirakelse Kaper
2. Johan Pikbroek de Kaper van de Koning
3. Johan Pikbroek en de Spion
4. Johan Pikbroek in Amerika